# Guichard Joseph Duverney
Guichard Joseph Duverney (ur. 1648, zm. 1730) – francuski anatom, jako profesor w Jardin royale, napisał pierwsze dzieło o chorobach ucha: "Traité de l'organe doe l'ouie" (1683).